# Maxi Barreiro (futbolista)
Maximiliano Barreiro (Lomas de Zamora, Argentina, 24 de febrero de 1989) es un futbolista argentino que juega en la demarcación de defensa, su último club fue el Justo José de Urquiza de la Primera C del fútbol argentino.

## Trayectoria
Barreiro nació en Lomas de Zamora (Provincia de Buenos Aires) un 24 de febrero de 1989 y su formación futbolística se produjo en el Club Atlético Boca Juniors.
Lateral derecho, debutó profesionalmente en el club Los Andes en el año 2009 frente al Club Atlético Atlanta. En Los Andes estuvo por dos temporadas, en donde disputó 22 partidos y marcó un gol. 
En el 2011, es traspasado al Club Atlético Platense, en donde llegó a disputar más de 60 partidos con el club de Saavedra.
En julio de 2014, una vez terminado su contrato con Platense, vuelve al club que lo vio lo nacer, el Club Atlético Los Andes.

## Clubes
| Club                  | País      | Año         | PJ | Goles |
| --------------------- | --------- | ----------- | -- | ----- |
| Los Andes             | Argentina | 2009 - 2011 |    |       |
| Platense              | Argentina | 2011 - 2014 | 62 | 0     |
| Los Andes             | Argentina | 2014 - 2017 | 27 | 0     |
| Justo José de Urquiza | Argentina | 2018 - 2020 | 84 | 2     |